# 马百龄
马百龄（1959年—），甘肃张家川人，回族，中华人民共和国政治人物。

## 生平
毕业于甘肃广播电视大学工业企业管理。2013年，担任第十二届全国人大代表。2018年2月24日，当选第十三届全国人大代表。